# AN/FPS-117
L'AN/FPS-117 est un radar tridimensionnel à balayage électronique produit pour la première fois par GE Aerospace (maintenant Lockheed Martin) en 1980,.

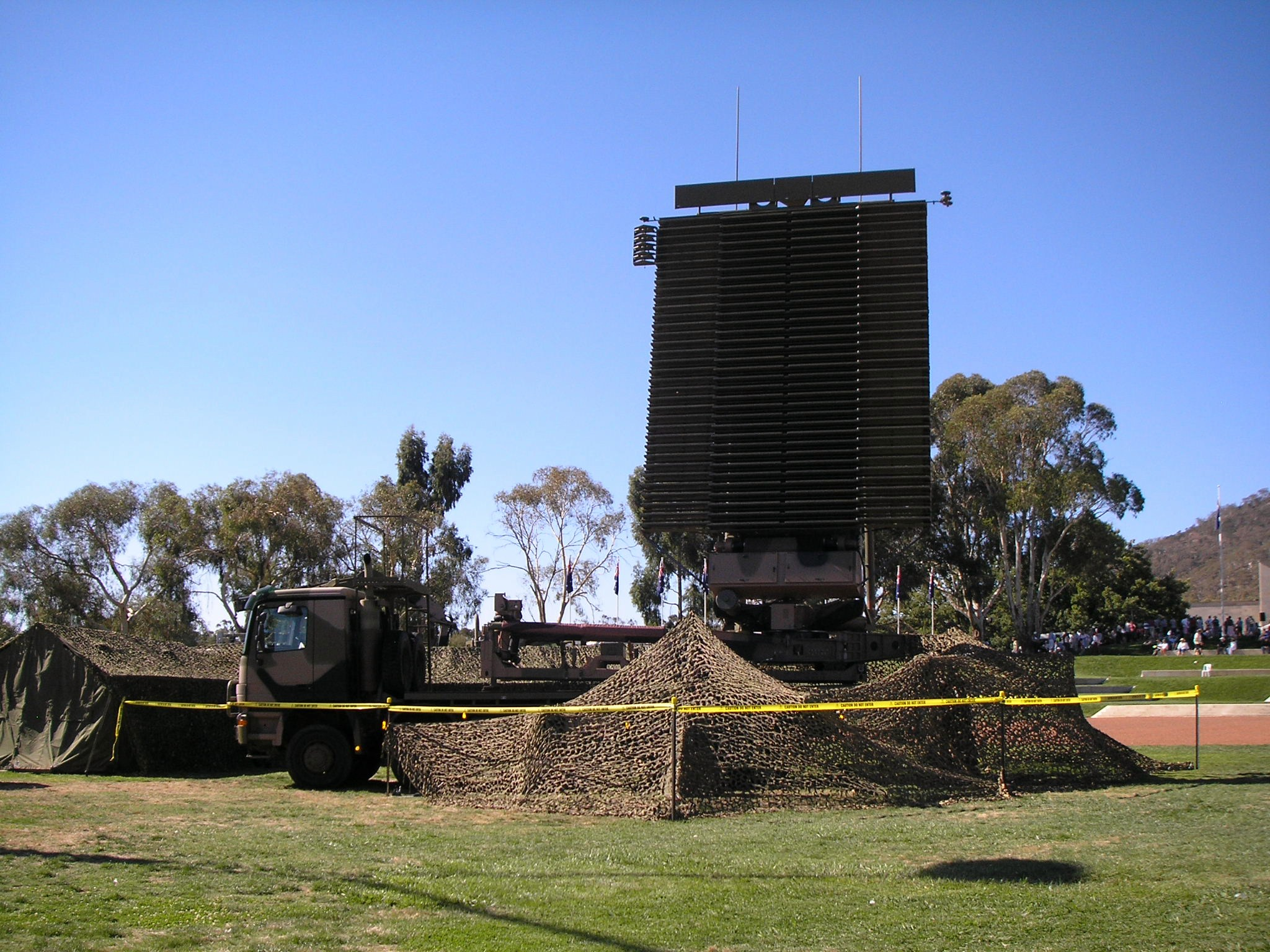
Un radar de la Force aérienne royale australienne en 2007.

Le système consiste en un faisceau étroit en bande L, un émetteur à semi-conducteurs et un radar de recherche à interrogateur à balises de faible puissance (~ 20 kW), à longue portée (370–463 kilomètres). La conception du système comprend une architecture redondante avec des opérations contrôlées et surveillées à distance par logiciel pour minimiser les besoins en personnel.
L'AN/FPS-117 est utilisé dans le cadre du Système d'alerte du Nord canado-américain, composé de radars couvrant toute l'Amérique du Nord, de l'Alaska (États-Unis) au Labrador (Canada). Ce système d’alerte du Nord est conçu pour assurer la détection à long terme, la couverture radar en soutien aux opérations anti-drogues ainsi qu'assurer le commandement et le contrôle tactique.
La mise en œuvre du Système d’alerte du Nord a entraîné une réduction des dépenses d’exploitation et de maintenance de 50% comparées à celle des systèmes précédents. En raison de la position extrême nord de ces radars, la physique de la propagation des ondes radioélectriques dans la gamme de fréquences 1 215–1 400 MHz est encore plus critique pour les exigences de détection de cible.
L'US Air Force et la FAA utilisent également un nombre limité de radars AN/FPS-117 sur le continent américain. Le radar AN/FPS-117 est capable de sauter de façon aléatoire parmi 18 canaux dans la bande 1 215–1 400 MHz.
Initialement sélectionné pour le projet SEEK IGLOO du commandement aérien de l'Alaska, le radar a également été choisi pour remplacer le radar AN/FPS-67 de l'armée de l'air américaine sur l'aéroport Tempelhof de Berlin et a été mis en service en juillet 1984.
La version RRP-117 est un modèle qui est fourni à l'Allemagne avec une entrée offset de Siemens dans les applications sur site fixe.
En 2011, Lockheed Martin s'est vu attribuer un contrat de mise à niveau des radars de l’USAF afin de prolonger leur durée de vie opérationnelle jusqu'en 2025,.

## Opérateurs
- Albanie
- Australie
- Belgique
- Brésil
- Croatie
- Canada - Utilisé dans le Système d'alerte du nord
- Danemark
- Estonie - Utilisé dans le Baltic Air Surveillance Network [6]
- Allemagne - Utilise la variante allemande RRP-117[7]
- Hongrie
- Islande
- Indonésie
- Irak
- Italie
- Jordanie
- Koweït
- Lettonie - Utilisé dans le Baltic Air Surveillance Network
- Lituanie - Utilisé dans le Baltic Air Surveillance Network
- Pakistan
- Roumanie
- Arabie saoudite[8]
- Corée du Sud - Utilisé sur l’île d’Ulleungdo pour défendre les rochers de Liancourt contre un conflit territorial avec le Japon et dans la zone démilitarisée de Corée.
- Singapour - Force aérienne de la république de Singapour
- Taïwan
- Thaïlande
- Turquie
- Grèce
- Royaume-Uni - Connu officiellement sous le nom de Type 92, basé sur l'ancien système de nommage AMES, mais rarement utilisé de cette façon. Utilisé sur la base RAF Saxa Vord pour assurer une couverture à long terme de la mer du Nord.
- États-Unis - Utilisé dans le Système d'alerte du Nord[9]; entretenu par Pacific Air Forces Regional Support Center.

## Variantes
- AN / FPS-117 - Version fixe standard produite par Lockheed Martin.

- AN / TPS-77 - Version transportable produite par Lockheed Martin.

- RRP-117 - Variante fixe allemande produite par Lockheed Martin, modifiée par Siemens pour répondre aux exigences de la Luftwaffe[10].